# جیک هربرت
جیک رهبرت (به انگلیسی: Jake Herbert) کشتی گیر کشور ایالات متحده آمریکا است که در سال ۲۰۰۹ موفق به کسب نشان نقره ی جهان شد .